# Cmentarz wojenny nr 172 – Łowczówek
Cmentarz wojenny nr 172 – Łowczówek – zabytkowy austriacki cmentarz z I wojny światowej znajdujący się we wsi Łowczówek w województwie małopolskim, w powiecie tarnowskim, w gminie Pleśna. Jest jednym z 400 zachodniogalicyjskich cmentarzy wojennych zbudowanych przez Oddział Grobów Wojennych C. i K. Komendantury Wojskowej w Krakowie. W VI okręgu tarnowskim cmentarzy tych jest 62.

## Opis cmentarza
Cmentarz znajduje się przy skrzyżowaniu drogi z Pleśnej do Łowczowa z lokalną drogą do Staszówek. Zaprojektowany został przez Siegfrieda Hellera przy istniejącej już kapliczce z XIX w. Pochowano na nim w czterech grobach zbiorowych i sześciu pojedynczych  5 żołnierzy armii austro-węgierskiej i 13 żołnierzy armii rosyjskich. Znanych z nazwiska jest 4 żołnierzy armii austro-węgierskiej. Zginęli 5 maja 1915 r., podczas bitwy pod Gorlicami. Walczyli w 14. pułku piechoty z rejonem rekrutacji w okolicach Linzu w Austrii. Żołnierze armii rosyjskiej walczyli m.in. w 131. tyraspolskim i 132. benderskim pułku piechoty.

## Losy cmentarza
Austriacy wykonali cmentarz bardzo starannie, jednak z biegiem czasu uległ on naturalnemu zniszczeniu. W 1984 r. dokonano jego generalnego remontu. Nie zachowano jednak pierwotnego wyglądu cmentarza. Krzyże z nagrobków przyspawano parami do wykonanych z rur ramek z napisami określającymi narodowość poległych. Z jednej strony kapliczki w 4 grobach pochowano żołnierzy rosyjskich, z tyłu kapliczki w dwóch grobach zbiorowych również żołnierzy rosyjskich, w 4 grobach po drugiej stronie kapliczki żołnierzy austriackich. W tylnej części cmentarza zachowały się dwa oryginalne, żeliwne, ażurowe, dwuramienne krzyże typu prawosławnego.

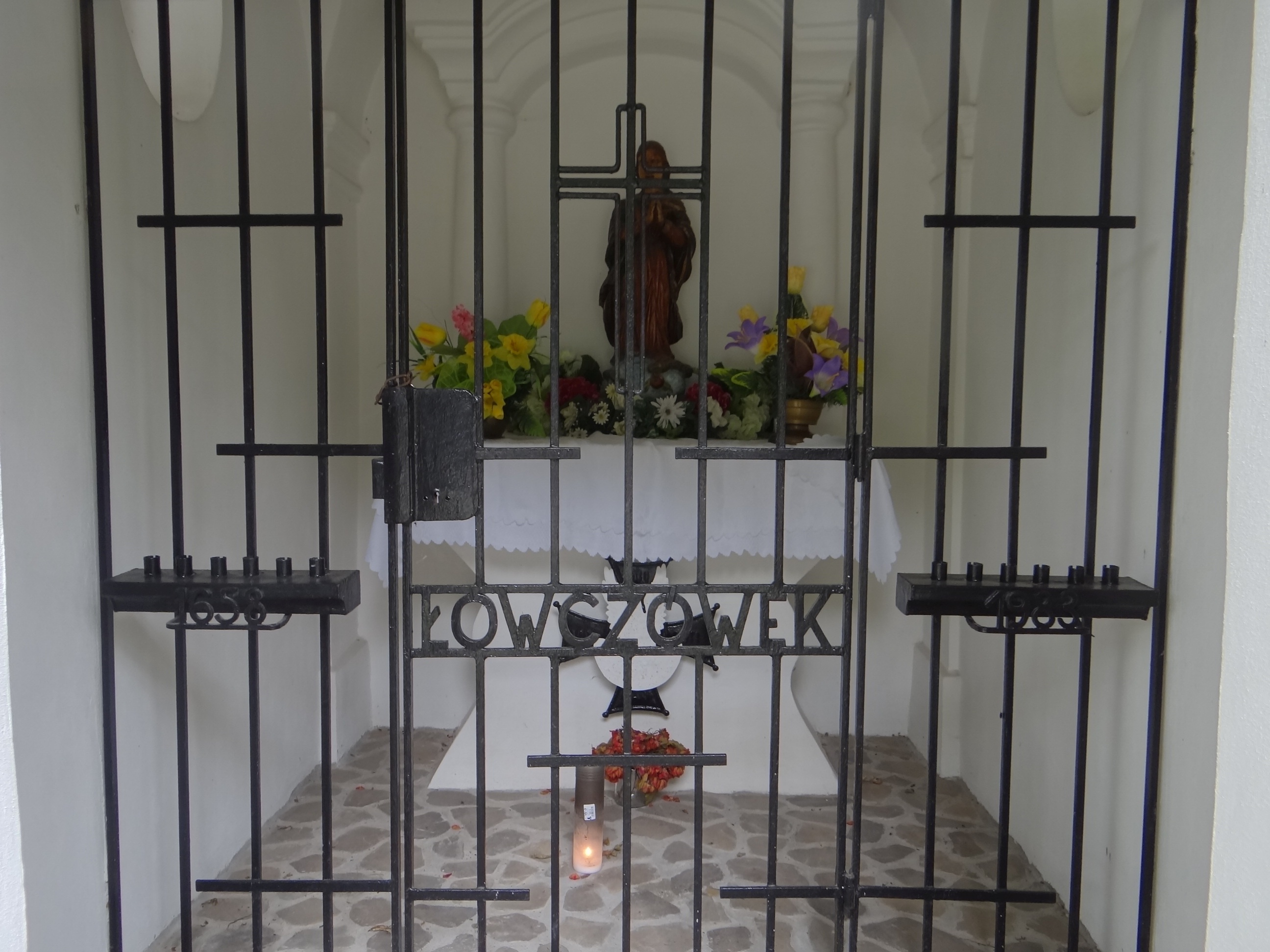
Wnętrze kapliczki
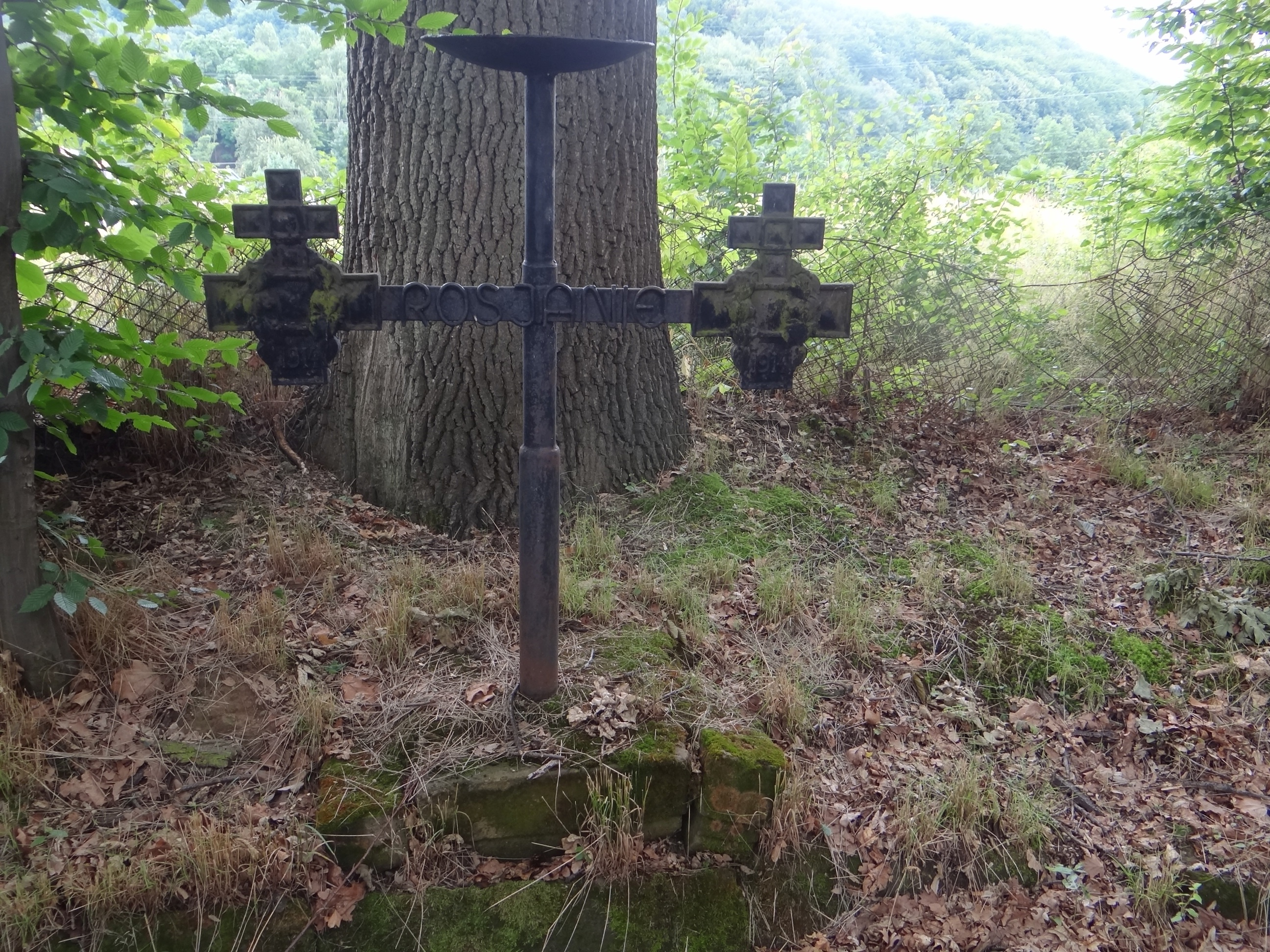
Zmodyfikowane po remoncie krzyże
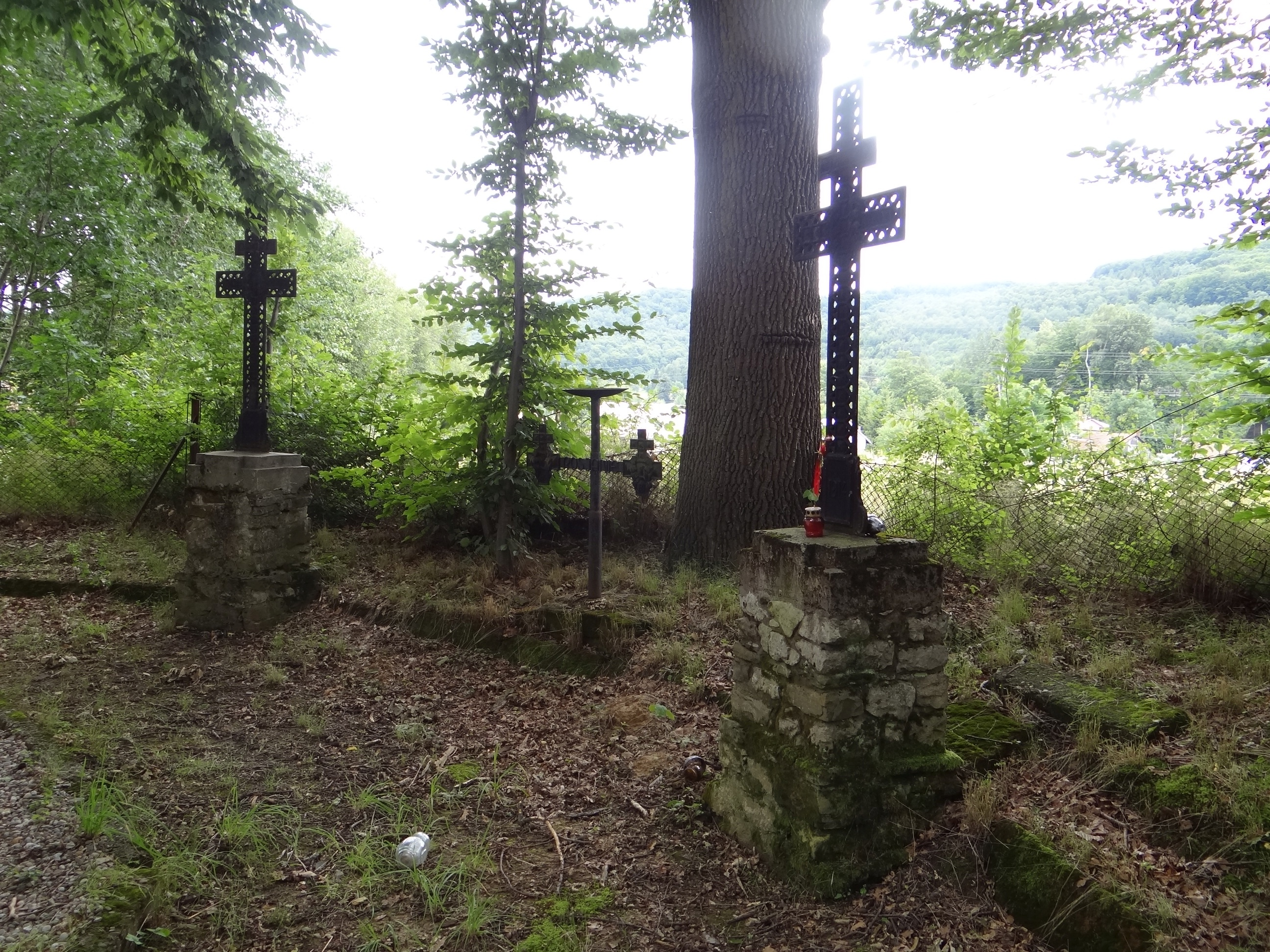
2 oryginalne duże krzyże typu prawosławnego